# 交響曲第6番 (マルティヌー)
交響曲第6番『交響的幻想曲』（Symphonie n° 6 "Fantaisies symphoniques"）は、ボフスラフ・マルティヌーが1953年に作曲した交響曲。演奏時間は約25分。

## 概要
ボストン交響楽団の依頼で1953年に書かれ、1955年1月7日にシャルル・ミュンシュ指揮、ボストン交響楽団により初演された。チェコ初演は翌1956年2月8日にカレル・アンチェル指揮、チェコ・フィルハーモニー管弦楽団の演奏でプラハにて行われた。第1楽章は1951年4月に完成し、当初はベルリオーズにあやかって「新幻想交響曲」の名称を冠する予定だったが、最終的には「交響的幻想曲」に変更した。

## 編成
ピッコロ、フルート3、オーボエ3、クラリネット3、ファゴット3、ホルン4、トランペット3、トロンボーン3、チューバ、ティンパニ、大太鼓、小太鼓、シンバル、トライアングル、タムタム、弦五部、

## 構成
第1楽章 Lento　
フルートと弦を伴い、2本のトランペットが第1主題を奏する。第2主題はドヴォルザークのレクイエムからの引用によるもので、この主題が全曲の中心的役割を果たす。独奏チェロに現れる主題はフルートに橋渡しされ、弦が高潮してからフルートが主題を繰り返し、弦のみによる経過部でキリエ主題を提示し、オーボエがこれに続く。管楽器と弦のかけあう内にトゥッティとなって盛り上がり、収束すると、ピッコロが旋律を繰り返してから打楽器を伴い、ヴァイオリンの独奏によりカデンツァ的な旋律を奏して弦のみでキリエ主題が再現される。やがて冒頭の主題が回帰し、フルートが旋律を奏した後、ヘ長調で幕を閉じる。
第2楽章 Scherzo Poco allegro
弦のトレモロを背景に、フルートがスケルツォ主題を現した後、ヴィオラが叙情的なトリオ主題を提示する。トロンボーンのコラールの上で弦のピッツィカートが旋律を繰り返すと、オーボエが主題を奏し、直後にトランペットが動機を提示し、トッテイで進む。
第3楽章 Lento
ヴァイオリンと木管に主題が現れた後、ティンパニとコントラバスのピッツィカートを背景にチェロがキリエ主題を逆行したものが提示される。間もなく弦だけの経過句で木管が入ってフルートに天上の音楽が現れる。Poco vivo adagioになってトランペットが吹かれ、Piu mossoに移行した後も同じ旋律が使用される。これが下火になってアンダンテに入るとクラリネットが先程の主題を提示し、木管が加わってから管楽五重奏により望郷の歌が現れる。その後自作の歌劇『ジュリエッタ』からの引用があって、トランペットがキリエ逆行主題を吹いた後、タムタムの一撃でレントに入り、弦のユニゾンを経てヴァイオリンがキリエ逆行主題を奏し、管と弦が変ホ長調で終止する。